# Prádena del Rincón
Prádena del Rincón és un municipi de la Comunitat de Madrid. Limita al nord amb Horcajuelo de la Sierra i Montejo de la Sierra; a l'est amb La Hiruela; al sud amb Paredes de Buitrago, i a l'oest amb Madarcos.

## Història
No es coneix la data exacta de la seva fundació, però ja en el Fur de Sepúlveda de 1076, donat pel rei Alfons VI de Castella, s'esmenta el terreny comprès entre les valls del Lozoya i del Jarama on avui s'assenta.Ací el 1085 conquerí als musulmans la plaça de Buitrago del Lozoya que formava part delRegne de Toledo. A partir de 1096, al concedir Alfons VI a Buitrago un privilegi de repoblació i les armes del seu escut: un toro i una alzina amb la llegenda "Ad alenda Pecora" -per a pasturar bestiar-, quan es va crear una Comunitat de Vila i Terra vinculada a aquest nucli poblacional.